# Paltostoma charadrae
Paltostoma charadrae är en tvåvingeart som beskrevs av Charles L. Hogue 1989. Paltostoma charadrae ingår i släktet Paltostoma och familjen Blephariceridae.
Artens utbredningsområde är Colombia. Inga underarter finns listade i Catalogue of Life.